# Stephan Porombka

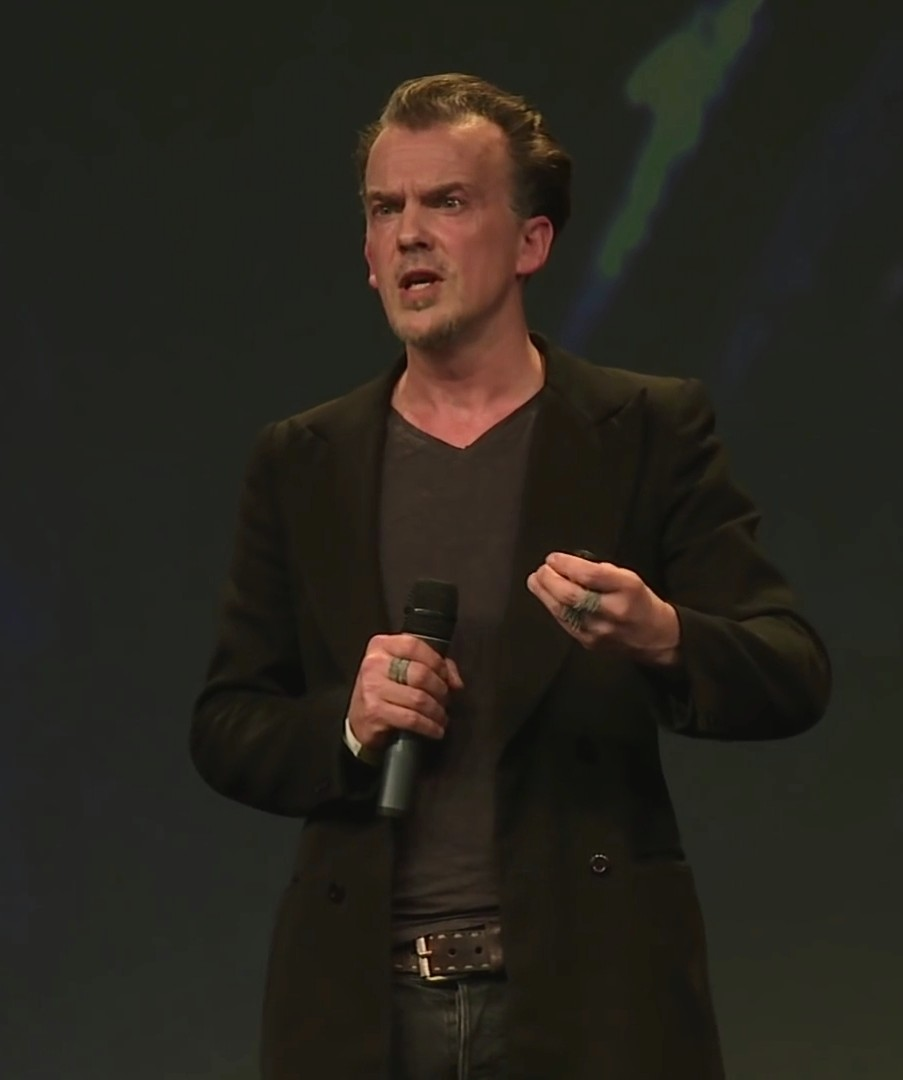
Stephan Porombka (2015)

Stephan Porombka (* 1967 in Salzgitter) ist ein deutscher Germanist und Autor. Er ist Professor für Texttheorie und Textgestaltung an der UdK Berlin.

## Leben
Porombka studierte Germanistik, Politikwissenschaft und Theaterwissenschaften (u. a. bei Erhard Schütz, Hans-Jürgen Schings und Klaus Laermann) an der Freien Universität Berlin. 1999 wurde er mit einer Arbeit zu Hypertext promoviert. Er erhielt ein Stipendium der Studienstiftung des deutschen Volkes. Nachdem er wissenschaftlicher Mitarbeiter im Projekt Derealisierung und Digitalisierung an der FU Berlin sowie wissenschaftlicher Assistent an der Humboldt-Universität zu Berlin war, erhielt er 2003 die Juniorprofessur für Literaturwissenschaft und Kulturjournalismus an der Universität Hildesheim übertragen, die 2007 in eine Universitätsprofessur für Literatur und Kulturjournalismus überging. Gemeinsam mit dem Schriftsteller Hanns-Josef Ortheil leitete er den Studiengang „Kreatives Schreiben und Kulturjournalismus“. Von 2007 bis 2011 war Porombka Vizepräsident der Universität Hildesheim, zuerst für Lehre, dann für Forschung. Seit 2013 ist er Professor für Texttheorie und Textgestaltung an der UdK Berlin. Seine Forschungsschwerpunkte sind Literatur und Journalismus, Sachbuchforschung, angewandte Literaturwissenschaften, literarische Kreativität und die nächsten Schrift- und Schreibkulturen. Ab 2015 hatte er eine Kolumne in der Wochenzeitung Die Zeit.

## Werke (Auswahl)

### Monographien
- Schreiben unter Strom. Experimentieren mit Twitter, Blogs, Facebook & Co. Duden, Mannheim/Zürich c. 2012, ISBN 978-3-411-74921-8. (Reihe Kreatives Schreiben, herausgegeben von Hanns-Josef Ortheil.)
- Meyers Atlas inspirierender Orte: Manhattan, Südsee oder Badewanne. Eine Entdeckungsreise (mit Wiebke Porombka u. Steffen Hendel). Bibliographisches Institut, Mannheim 2012, ISBN 978-3-411-07172-2.
- Felix Krulls Erben. Zur Geschichte der Hochstapelei im 20. Jahrhundert (Taschenbuch). Blumenkamp, Göttingen 2008, ISBN 978-3-9810685-4-2.
- Kritiken schreiben. Ein Trainingsbuch. UVK-Verl.-Ges., Konstanz 2006, ISBN 978-3-8252-2776-0.
- Die Moderne erzählen. Ein Werkstattgespräch mit Silvio Vietta. Glück & Schiller Verlag, Hildesheim 2006, ISBN 978-3-938404-08-9.
- Über Theater schreiben. Werkstattgespräche mit Theaterkritikern. Glück und Schiller, Hildesheim 2005, ISBN 3-938404-06-X.
- Felix Krulls Erben. Zur Geschichte der Hochstapelei im 20. Jahrhundert. Bostelmann und Siebenhaar, Berlin 2001, ISBN 3-934189-50-4.
- Hypertext. Zur Kritik eines digitalen Mythos. Fink, München 2001, ISBN 3-7705-3573-1.

### Herausgaben und Mitherausgaben (Auswahl)
- Der Heilige Klaus. Ed. Pächterhaus, Hildesheim 2010, ISBN 978-3-941392-15-1.
- Statusmeldungen. Schreiben in Facebook. Blumenkamp, Salzhemmendorf 2010, ISBN 978-3-9810685-9-7.
- 1000 Sätze, die man lesen muss, bevor man stirbt; 1000 Plätze, die man sehen muss bevor man stirbt – in Hildesheim. Ed. Pächterhaus, Hildesheim 2009, ISBN 978-3-941392-10-6.
- Die Zweideutigkeit der Unterhaltung. Zugangsweisen zur Populären Kultur. von Halem, Köln 2009, ISBN 978-3-938258-95-8.
- Poetik des Faktischen: Werkstattgespräche mit Sachbuchautoren. Klartext, Essen 2009, ISBN 978-3-8375-0047-9.
- 55 Klassiker des Kulturjournalismus. B & S Siebenhaar, Berlin 2008, ISBN 978-3-936962-62-8.
- Hildesheim schön trinken. Ed. Pächterhaus, Hildesheim 2008, ISBN 978-3-941392-00-7.
- Phoenix in der Asche. Zum Untergang eines Produktionskollektivs. Glück & Schiller, Hildesheim 2008, ISBN 978-3-938404-17-1.
- Theorie und Praxis der Künste. Francke, Tübingen 2008, ISBN 978-3-7720-8262-7.
- Politische Künste. Francke, Tübingen 2007, ISBN 978-3-7720-8196-5.
- lit.lifestyle. Glück & Schiller Verlag, Hildesheim 2007, ISBN 978-3-938404-10-2.
- Erst lesen. Dann schreiben: 22 Autoren und ihre Lehrmeister. Luchterhand-Literaturverl., München 2007, ISBN 978-3-630-62115-9.
- Fahrtenschreiber. Glück & Schiller Verlag, Hildesheim 2006, ISBN 3-938404-07-8.
- Böse Orte. Stätten nationalsozialistischer Selbstdarstellung – heute. List, Berlin 2006, ISBN 978-3-548-60649-1.
- Böse Orte. Stätten nationalsozialistischer Selbstdarstellung – heute. Claassen, Berlin 2005, ISBN 3-546-00380-2.
- Der falsche Prinz. Die Biographie des Hochstaplers Harry Domela. Bostelmann und Siebenhaar, Berlin 2000, ISBN 3-934189-49-0.
- Phänomene der Derealisierung. Passagen-Verl., Wien 1999, ISBN 3-85165-362-9.

### Forschung
- Stephan Porombka auf der Seite der UdK Berlin.
- Stephan Porombka auf der Website der Universität Hildesheim, dort zahlreiche Publikationen als Downloads (Stand: ca. 2009).
- Stephan Porombka: Wie man ein (verdammt gutes) Sachbuch schreibt (PDF; 357 kB) aus der Reihe Arbeitsblätter für die Sachbuchforschung.

| Personendaten    | Personendaten       |
| ---------------- | ------------------- |
| NAME             | Porombka, Stephan   |
| KURZBESCHREIBUNG | deutscher Germanist |
| GEBURTSDATUM     | 1967                |
| GEBURTSORT       | Salzgitter          |